# Parafia Matki Bożej Nieustającej Pomocy w Toruniu
Parafia Matki Bożej Nieustającej Pomocy w Toruniu – parafia rzymskokatolicka w diecezji toruńskiej, w dekanacie Toruń III, z siedzibą w Toruniu.
Parafię erygowano 4 czerwca 1995 roku. Została ona wydzielona z czterech parafii: Najświętszego Ciała i Krwi Chrystusa w Toruniu, św. Maksymiliana Kolbego w Toruniu, parafii w Grębocinie i parafii w Lubiczu. Pierwszym proboszczem parafii został ks. Tadeusz Partyka. Jesienią 1995 roku zakończono budowę kaplicy, w 1996 roku oddano do użytku dom parafialny. W 2001 roku biskup pomocniczy diecezji toruńskiej Józef Szamocki poświęcił plan pod budowę kościoła. Kościół konsekrowano w 2022 roku.

## Odpust
- Matki Bożej Nieustającej Pomocy – 27 czerwca ipsa die[3]

## Ulice
Ulice na obszarze parafii:

- Augustowska
- Barwna
- Białostocka
- Chełmska
- Ciechanowska
- Czekoladowa
- Elbląska
- Gdańska
- Gorzowska
- Gustlika
- Honoratki
- Katarzynki
- Karolinki
- Kołowa
- Konińska
- Krakowska
- Kielecka
- Kaliska
- Luba
- Łomżyńska
- Małgorzatki
- Nowotarska
- Olsztyńska
- Opolska
- Przemyska
- Pilska
- Płocka
- Radomska
- Rzeszowska
- Szosa Lubicka
- Suwalska
- Siedlecka
- Skromna
- Słodka
- Sielska
- Słupska
- Szarika
- Szczecińska
- Tarnowska
- Twarda
- Uśmiechu
- Wymarzona
- Zakręt